# Щіткохвіст античний
Щіткохвіст античний (Orgyia antiqua) — вид метеликів з родини еребід (Erebidae). Вважається шкідником плодових дерев.

## Поширення
Батьківщиною метелика є Європа, але завдяки людській діяльності поширився в Азії та Північній Америці. Живе в різноманітних чагарникових місцях існування, включаючи сади, парки, відкриті ліси, болота, живі огорожі, верес і болота.

## Характеристика
У самця добре розвинуті крила, він швидко літає. Передні крила іржаво-коричневі, на кожному по одній білій плямі біля нижнього зовнішнього краю. Нижні крила іржаво-бурого кольору. Розмах крил 30 мм. Самиці сірого кольору, товста, малорухлива, не літає, з маленькими зачатками крил, не схожа на метелика.

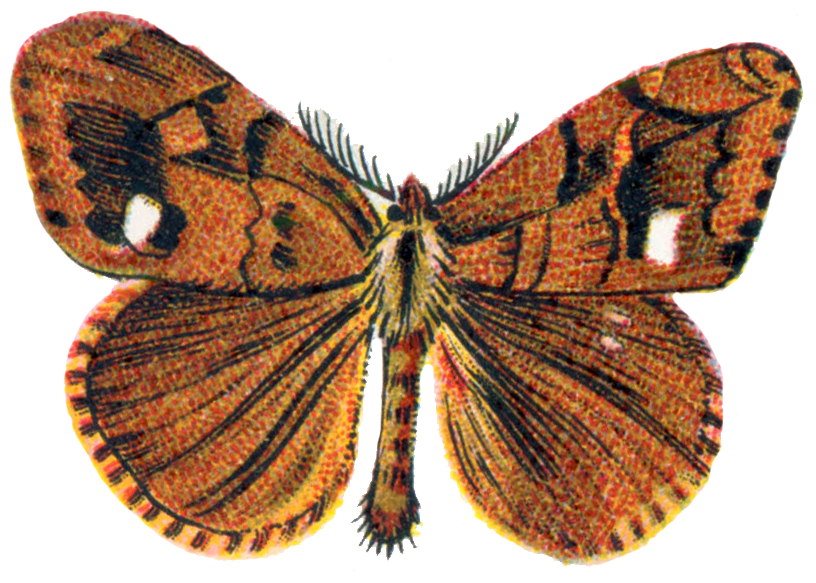
Самець
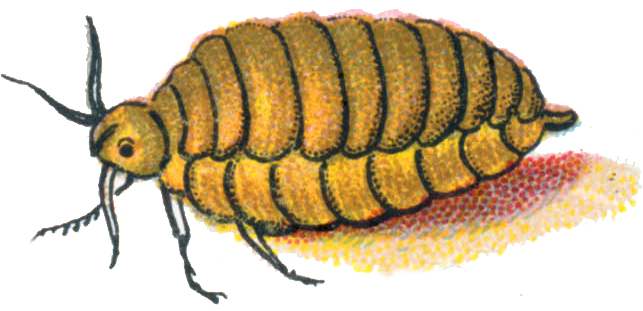
Самиця
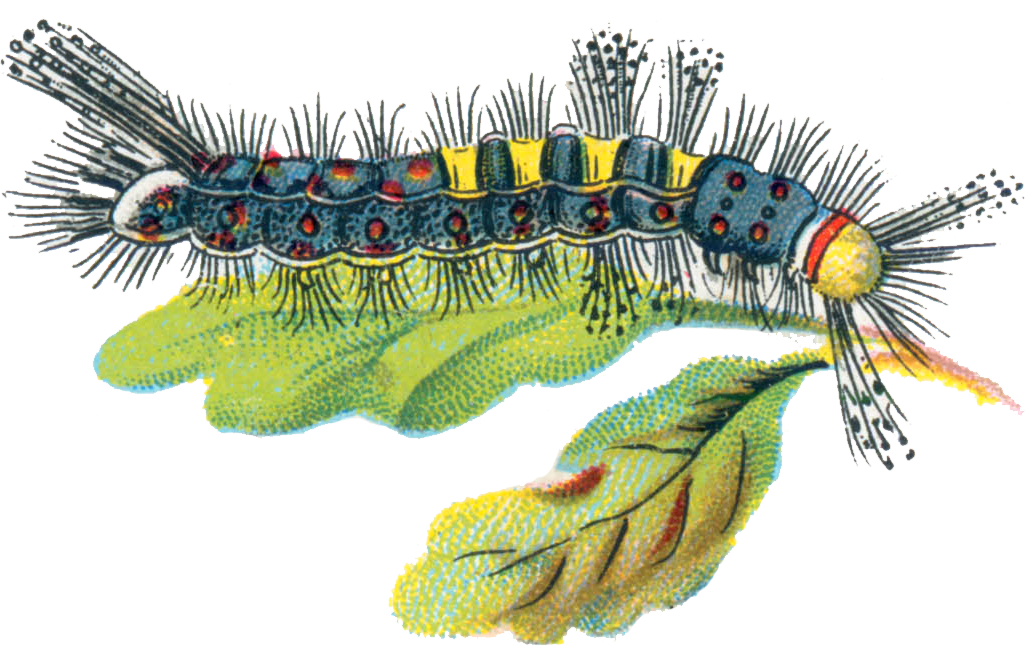
Гусениця

## Розвиток
Самиця  відкладає купками близько 200 круглих дрібних світло-сірих яєць, одне біля одного, на кокон лялечки, з якої вийшла. Самиця не живиться і, відклавши яйця, гине на місці яйцекладки. З яєць виходять сірі личинки з щіточками довгих бурих волосків (одна щіточка на задній частині черевця, дві з боків і дві спереду біля голови, у вигляді ріжків). На спинці є помаранчеві або білі смужки і чотири короткі, щіточки густих волосків, жовтих у самців і темно-коричневих у самиць. Довжина дорослої гусениці 30-35 мм. Заляльковуються гусениці на листі і гілках у легкому павутинному коконі, крізь який просвічується товста жовто-сіра лялечка без крилевих чохлів. Протягом вегетаційного періоду розвиваються дві генерації. Зимує у стадії яйця.

## Шкідливість
Пошкоджує всі плодові культури, часто трапляється на яблуні. Крім плодових дерев, гусениці пошкоджують листя багатьох лісових і паркових порід. У роки масового розмноження завдає великих збитків садівництву і лісівництву.